# Eva Pfarrhofer
Eva Pfarrhofer, nach Heirat Eva Worisch (* 29. Mai 1928 in Wien; † 3. Mai 2017 ebenda), war eine österreichische Wasserspringerin. Sie gewann 1954 eine Europameisterschafts-Bronzemedaille.

## Karriere
Eva Pfarrhofer trat bei den Olympischen Spielen 1952 in Helsinki im Turmspringen an. Als Neunte des Vorkampfs verpasste sie knapp den Einzug ins Finale der besten acht Springerinnen. 1954 bei den Europameisterschaften in Turin siegte vom Turm Tatjana Karakaschjanz aus der Sowjetunion vor der Schwedin Birte Christoffersen-Hanson. Dahinter belegte Pfarrhofer den dritten Platz. 1956 bei den Olympischen Spielen in Melbourne schied Pfarrhofer im Turmspringen als 13. der Qualifikation aus, die ersten zwölf Springerinnen erreichten das Finale.
Eva Pfarrhofer startete für die Schwimm-Union Wien. Nach ihrer Karriere war sie als Trainerin im Synchronschwimmen tätig. Außerdem war sie Choreografin an der Wiener Volksoper. Eva Worisch war Ehrenmitglied des Österreichischen Schwimmverbandes.
Eva Pfarrhofer heiratete den Wasserspringer Franz Worisch. Ihr Sohn Michael Worisch nahm als Wasserspringer ebenfalls an Olympischen Spielen teil, die Tochter Alexandra Worisch war Olympiateilnehmerin im Synchronschwimmen. Eva Pfarrhofer starb nach einem Schlaganfall in der Sauna.